# (437833) 1994 PP13
(437833) 1994 PP13 es un asteroide perteneciente al cinturón de asteroides, región del sistema solar que se encuentra entre las órbitas de Marte y Júpiter.
Fue descubierto el 10 de agosto de 1994 por Eric Walter Elst desde  el Observatorio de La Silla, Chile.

## Designación y nombre
Designado provisionalmente como 1994 PP13.

## Características orbitales
1994 PP13 está situado a una distancia media del Sol de 3,061 ua, pudiendo alejarse hasta 3,942 ua y acercarse hasta 2,180 ua. Su excentricidad es 0,288 y la inclinación orbital 14,397 grados. Emplea 1955,98 días en completar una órbita alrededor del Sol.
Los próximos acercamientos a la órbita de Júpiter tendrán lugar el 11 de octubre de 2040, el 5 de agosto de 2050 y el 21 de septiembre de 2099.

## Características físicas
La magnitud absoluta de 1994 PP13 es 16,15. Tiene 2,388 km de diámetro y su albedo se estima en 0,123.